# Shaanxinus
Genre
Shaanxinus est un genre d'araignées aranéomorphes de la famille des Linyphiidae.

## Distribution
Les espèces de ce genre se rencontrent à Taïwan, en Chine et au Viêt Nam.

## Liste des espèces
Selon World Spider Catalog (version 26, 19/02/2025) :
- Shaanxinus anguilliformis (Xia, Zhang, Gao, Fei & Kim, 2001)
- Shaanxinus atayal Lin, 2019
- Shaanxinus curviductus Lin, 2019
- Shaanxinus griseolineatus (Schenkel, 1936)
- Shaanxinus hehuanensis Lin, 2019
- Shaanxinus hirticephalus Lin, 2019
- Shaanxinus insectus Irfan, Zhang & Peng, 2025
- Shaanxinus lixiangae Lin, 2019
- Shaanxinus longiembolus Irfan, Zhang & Peng, 2025
- Shaanxinus magniclypeus Lin, 2019
- Shaanxinus makauyensis Lin, 2019
- Shaanxinus meifengensis Lin, 2019
- Shaanxinus mingchihensis Lin, 2019
- Shaanxinus ovatus Irfan, Zhang & Peng, 2025
- Shaanxinus rufus Tanasevitch, 2006
- Shaanxinus seediq Lin, 2019
- Shaanxinus shihchoensis Lin, 2019
- Shaanxinus shizhuziensis Irfan, Wang & Zhang, 2023
- Shaanxinus shoukaensis Lin, 2019
- Shaanxinus tamdaoensis Lin, 2019
- Shaanxinus tsou Lin, 2019

## Systématique et taxinomie
Ce genre a été décrit par Tanasevitch en 2006 dans les Linyphiidae.

## Publication originale
- Tanasevitch, 2006 : « On some Linyphiidae of China, mainly from Taibai Shan, Qinling Mountains, Shaanxi Province (Arachnida: Araneae). » Zootaxa, no 1325, p. 277-311.